# Trypanidius mimicavus
Trypanidius mimicavus es una especie de escarabajo longicornio del género Trypanidius, tribu Acanthocinini, subfamilia Lamiinae. Fue descrita científicamente por Carelli, Monné & Souza en 2013.
La especie se mantiene activa durante el mes de febrero.

## Descripción
Mide 18,5-19,7 milímetros de longitud.

## Distribución
Se distribuye por Bolivia.